# 8.º Regimiento de Bersaglieri
El 8.º Regimiento de Bersaglieri (8.º Reggimento Bersaglieri en italiano) es un Regimiento de Infantería italiano con una dilatada historia y participación en diversas batallas de la historia militar de su país, que se constituyó el 1 de enero de 1871 con cuatro batallones procedentes del 3.º Regimiento de Bersaglieri. Participó en la Guerra Ítalo-Turca (1911–1912) y, sucesivamente, en la Primera Guerra Mundial, combatiendo en Cadore y en el Piave. En 1937 fue incorporado a la Brigada Ligera "Príncipe Amedeo Duca d'Aosta", y en 1938 pasó a la 2.ª Brigada Blindada, que en 1939 se transformó en la 132.ª División blindada Ariete (132.ª), participando junto con el resto de la división en la invasión de Albania en 1939).
Durante la Segunda Guerra Mundial, el regimiento combatió en la Campaña en África del Norte, tomando parte en la Segunda Batalla de El Alamein, donde quedó prácticamente aniquilado.
Los restos del regimiento fueron disueltos el 13 de mayo de 1943, tras la batalla de Enfidaville (Túnez), aunque fue posteriormente reconstituido el 15 de julio del mismo año en la ciudad italiana de Verona, dejando de existir nuevamente tras la firma del armisticio de Cassabile con los Aliados (9 de septiembre de 1943).
El 8.º Regimiento de Bersaglieri fue nuevamente reconstituido el 15 de septiembre de 1949, quedando formado por dos batallones de bersaglieri y un tercer batallón blindado, encuadrado dentro de la igualmente reconstituida División Ariete, en la ciudad italiana de Pordenone.
Tras la reestructuración de las Fuerzas Armadas italianas en 1975, el Regimiento se escindió, generando la llamada Brigada Garibaldi y a sus batallones: 3.º de Bersaglieri Cernaia, 11.º de Bersaglieri Caprera, 26.º de Bersaglieri Castelfidardo, 7.º Blindado Di Dio, 19.º de Artillería Rialto. El 3.º Batallón de Bersaglieri Cernaia fue quien heredó las tradiciones del 8.º Regimiento de Bersaglieri.
La unidad destacó por su labor durante las operaciones de socorro a los damnificados por el terremoto en el Friuli en 1976, así como con el de la Campania en 1980. Por la intervención en el del Friuli, a la Brigada se la condecoró con la Medalla de Plata al Valor Civil, a la vez que la comuna de Osoppo le confirió la ciudadanía honoraria.
En junio de 1991, el 3.º Batallón de Bersaglieri Cernaia fue enviado a Caserta, para en 1993 perder su propia autonomía y pasar a quedar encuadrado en el nuevo 8.º Reggimento Bersaglieri que se reconstruyó en Caserta, formando parte de la Brigada de Bersaglieri Garibaldi.
El 8.º Regimiento de Bersaglieri ha participado en todas las misiones exteriores en que se ha visto involucrada la Brigada Garabaldi: el Líbano en 1983, formando parte del contingente italiano de la Fuerza Multinacional de Pacificación, con la misión de proteger algunos campos de refugiados palestinos; en los Balcanes en Bosnia-Herzegovina, Albania, Macedonia y en Kosovo. En Macedonia en particular, el Batallón Cernaia del Regimiento constituyó el núcleo del Grupo de Batalla Italiano de la Operación Joint Guarantor, como componente italiano de la Extraction Force.
Cuando era el 3.º Batallón Cernaia participó entre diciembre de 1992 y enero de 1993, en la Operación Vísperas sicilianas para el mantenimiento del orden público en la zona de Palermo, en la región de Sicilia.
Recientemente el 8.º Regimiento de Bersaglieri ha sido enviado a Afganistán, así como a Irak, en el marco de la operación italiana Operación Antigua Babilonia.
El banderín del Regimiento tiene las siguientes condecoraciones: una Orden Militar de Italia, 2 Medallas de Oro al Valor Militar, 1 Medalla de Oro al Valor del Ejército, 1 Medalla de Plata al Valor Militar, 5 Medallas de Bronce al Valor Militar, 1 Medalla de Plata al Valor Civil, 1 Medalla de Plata al Valor del Ejército y 1 Medalla de Plata de Benemerenza por su actuación en el terremoto de Reggio Calabria en 1908.
- Datos: Q180162
- Multimedia: 8º Reggimento bersaglieri / Q180162